# Beckham Castro
Beckham David Castro Espinosa (Cartagena, Bolívar; 12 de septiembre de 2003) es un futbolista colombiano que juega como extremo en Millonarios de la Categoría Primera A de Colombia.
Su nombre no es una simple referencia, es producto de todo un sentimiento de su padre por el astro inglés; uno casi tan grande como el que siente por el balompié, deporte el cual inculcó a su hijo desde muy niño y en el cual él logró hacerse un nombre muy rápido; pasando por torneos amateur, filiales y destacándose en cada uno de ellos, llega a las divisiones menores de Millonarios donde brilla en torneos locales y continentales por su desborde, velocidad, técnica y remate; finalmente a inicios de 2023 es promovido al primer equipo donde deja estadísticas y goles importantes, siendo clave para la consagración del decimosexto título de liga del club.

## Trayectoria

### Millonarios (Divisiones menores)
Realizó sus divisiones menores en Millonarios. Ha jugado para el equipo Sub-20 del club y disputó la Supercopa y la Copa Libertadores Sub-20, además de representar a la Selección de fútbol sub-20 de Colombia.

### Millonarios
El 1 de enero de 2023, firmó su primer contrato profesional con el primer equipo del Millonarios por un periodo de tres años. Hizo su debut con el primer equipo el 23 de marzo ante el Deportivo Pasto, encuentro que terminó con victoria para el club Embajador. El 20 de mayo, marcó su primer gol con el equipo en el empate 2-2 contra el Independiente Medellín. Su segundo gol lo marcó en un encuentro disputado ante América de Cali en el estadio Olímpico Pascual Guerrero, en los cuadrangulares semifinales del Torneo Apertura 2023.
Hizo su debut a nivel internacional en la Copa Sudamericana en mayo de 2023 ante el Club Atlético Peñarol.

### La Equidad
El 8 de julio de 2024 se confirma su llegada a La Equidad en condición de préstamo por un año.

### Regreso a Millonarios
El 15 de julio de 2025 se anuncia su reincorporación a Millonarios luego de estar cedido un año en La Equidad. El 31 de julio, por un partido de Copa Colombia, anota el primer doblete de su carrera, ante el Real Cartagena, siento también estos sus primeros dos goles lueego de su regreso al club. Vuelve e anotar el 8 de agosto, en el empate 3-3 ante el Deportivo Cali siendo este el primer gol de Millonarios en el Torneo Finalización.

## Estadísticas
| Club                             | Div.                | Temporada           | Liga  | Liga  | Liga   | Copas nacionales | Copas nacionales | Copas nacionales | Copas internacionales | Copas internacionales | Copas internacionales | Total | Total | Total  |
| Club                             | Div.                | Temporada           | Part. | Goles | Asist. | Part.            | Goles            | Asist.           | Part.                 | Goles                 | Asist.                | Part. | Goles | Asist. |
| -------------------------------- | ------------------- | ------------------- | ----- | ----- | ------ | ---------------- | ---------------- | ---------------- | --------------------- | --------------------- | --------------------- | ----- | ----- | ------ |
| Millonarios · Colombia           | 1°                  | 2023                | 30    | 6     | 3      | 3                | 1                | 0                | 3                     | 0                     | 1                     | 36    | 7     | 4      |
| Millonarios · Colombia           | 1°                  | A-2024              | 14    | 1     | 0      | 2                | 0                | 0                | 3                     | 0                     | 0                     | 19    | 1     | 0      |
| La Equidad · (cedido) · Colombia | 1°                  | F-2024              | 11    | 1     | 1      | 2                | 0                | 0                | —                     | —                     | —                     | 13    | 1     | 1      |
| La Equidad · (cedido) · Colombia | 1°                  | A-2025              | 15    | 2     | 1      | —                | —                | —                | —                     | —                     | —                     | 15    | 2     | 1      |
| La Equidad · (cedido) · Colombia | Total club          | Total club          | 26    | 3     | 2      | 2                | 0                | 0                | 0                     | 0                     | 0                     | 28    | 3     | 2      |
| Millonarios · Colombia           | 1°                  | F-2025              | 4     | 1     | 0      | 1                | 2                | 0                | —                     | —                     | —                     | 5     | 3     | 0      |
| Millonarios · Colombia           | Total club          | Total club          | 48    | 8     | 3      | 6                | 3                | 0                | 6                     | 0                     | 1                     | 60    | 11    | 4      |
| Total en su carrera              | Total en su carrera | Total en su carrera | 74    | 11    | 5      | 8                | 3                | 0                | 6                     | 0                     | 1                     | 88    | 14    | 6      |

## Palmarés

### Títulos nacionales
| Títulos               | Club        | País     | Año  |
| --------------------- | ----------- | -------- | ---- |
| Copa Colombia         | Millonarios | Colombia | 2022 |
| Torneo Apertura       | Millonarios | Colombia | 2023 |
| Superliga de Colombia | Millonarios | Colombia | 2024 |